# 61 Virginis
61 Virginis è una stella della costellazione della Vergine che si trova a 27,4 anni luce di distanza dal Sistema solare ed è una nana gialla di sequenza principale di classe spettrale G5V.

## Caratteristiche

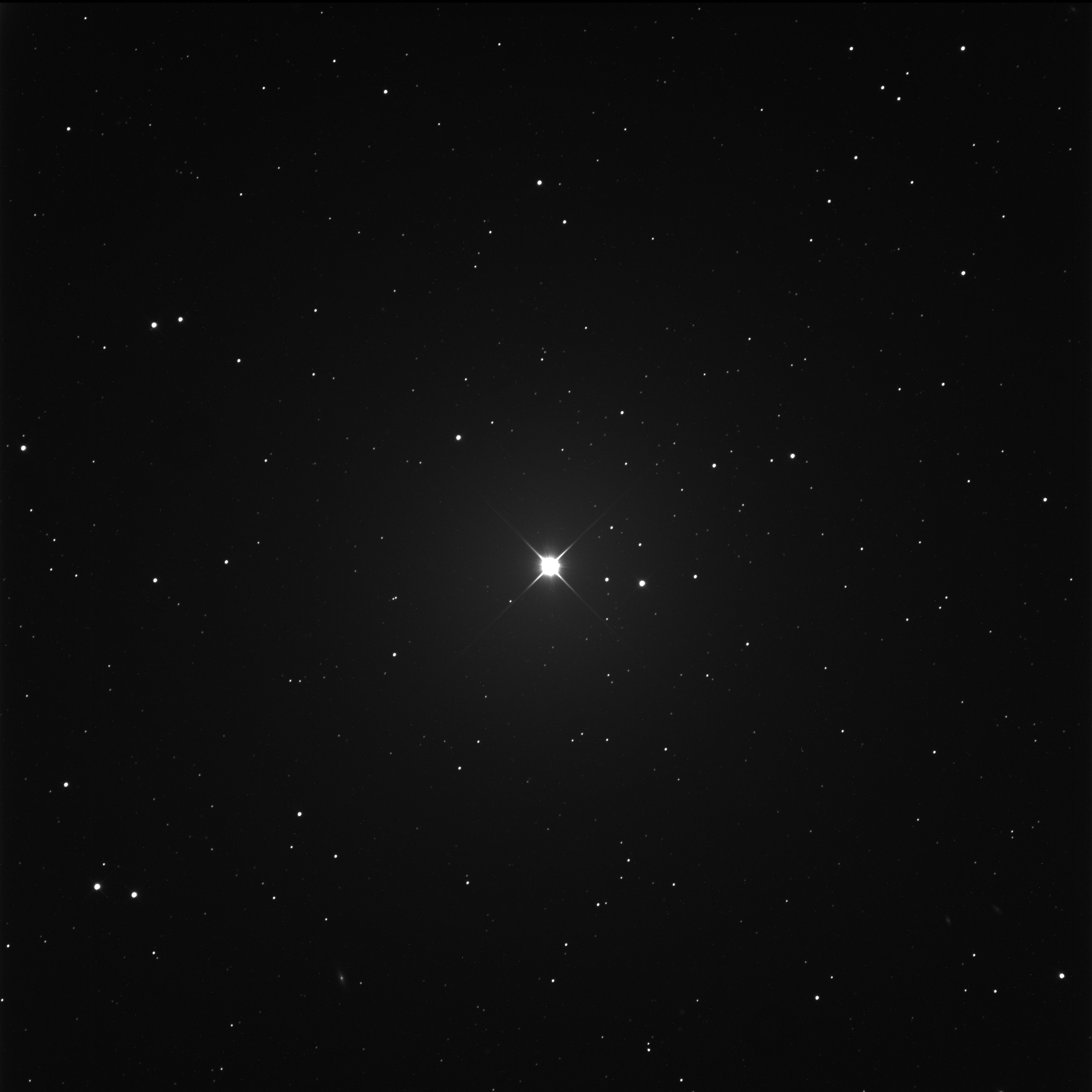
61 Virginis vista con un telescopio da 12,5 pollici

61 Virginis ha una massa e un raggio leggermente inferiori a quelli del Sole e una luminosità del 78%. Sulla sua età non c'è uniformità nella sua stima, probabilmente è più vecchia del Sole, alcune fonti indicano un'età di oltre 8 miliardi di anni, altre suggeriscono un'età simile a quella del Sole, ovvero 4,6 miliardi di anni.
La stella mostra un eccesso nella luce infrarossa, che si spiega con la presenza di un disco di polveri situato a 8,3 UA di distanza. Successive osservazioni con il telescopio spaziale Spitzer hanno poi confermato l'esistenza di un secondo grosso anello che sarebbe situato tra le 120 e le 220 UA di distanza, o come da più recenti osservazioni col radiointerferometro ALMA da 30 a 150 UA.

## Sistema planetario
61 Virginis era stata inserita nei progetti Darwin e del Terrestrial Planet Finder come obiettivo primario per la ricerca di pianeti terrestri, tuttavia i due progetti sono stati in seguito cancellati. Nel 2009 grazie ad indagini combinate del telescopio Keck e dell'Anglo-Australian Planet Search sono stati scoperti 3 pianeti extrasolari orbitanti attorno ad essa. Il più vicino alla stella madre è una Super Terra con una massa 5 volte quella terrestre, mentre gli altri 2 sono giganti gassosi di massa compresa tra le 18 e le 23 masse terrestri.
Tutti i pianeti sono piuttosto vicini alla stella e troppo caldi per sostenere l'acqua liquida in superficie, anche il terzo in ordine di distanza è più vicino di quanto Venere non lo sia al Sole. Il terzo pianeta non è stato tuttavia confermato dopo osservazioni con lo spettrografo HARPS nel 2012. Uno studio del 2021 lo ha classificato come un falso positivo, ma nel 2023 due studi pubblicati basati sulle variazioni della sulla velocità radiale in un periodo di 10 anni lo hanno definitivamente confermato, sebbene con una massa minima inferiore a quella indicata in precedenza.
Prospetto del sistema
| Pianeta             | Tipo            | Massa                | Periodo orb.  | Sem. maggiore | Eccentricità |
| ------------------- | --------------- | -------------------- | ------------- | ------------- | ------------ |
| b                   | Super Terra     | ≥ 5,98±0,3 M⊕        | 4,215 giorni  | 0,05 UA       | 0,033        |
| c                   | Gigante gassoso | ≥ 17,94±0,7 M⊕       | 38,079 giorni | 0,2175 UA     | 0,026        |
| d                   | Gigante gassoso | ≥10,82+1,23 −1,03 M⊕ | 123,2 giorni  | 0,476 UA      | 0,15±0,11    |
| Cintura asteroidale | —               | 2×10−8 M⊕            | —             | 30-150 UA     | —            |